# 한다경
한다경(2000년 1월 31일~)은 대한민국의 수영 선수이다. 주 종목은 자유형으로 2020년 하계 올림픽에 참가했다.

## 경력
어린 시절 외할머니와 어머니를 따라 수영을 배웠다. 2006년 서울성일초등학교에 입학한 후 같은 시기에 창단된 수영부에 소속되면서 본격적으로 수영을 시작했다. 이후 풍성중학교와 창덕여자고등학교, 명지대학교를 졸업했다.
명지대 1학년 때인 2018년에 처음으로 국가대표로 발탁되었고, 같은 해 8월 인도네시아의 자카르타에서 열린 2018년 아시안 게임을 통해 처음으로 국제 대회에 출전했다. 이 대회에서 800m 자유형과 1500m 자유형 모두 6위에 올랐다. 이듬해인 2019년 7월에는 자국 대한민국의 광주에서 열린 2019년 세계 선수권 대회에 참가하였다. 한다경은 이 대회 800m 자유형에서 26위, 1500m 자유형에서 22위에 올랐다.
2021년 7월 일본 도쿄에서 열린 2020년 하계 올림픽에 참가하면서 첫 올림픽에 출전했고 800m와 1500m 자유형 모두 28위에 올랐다. 같은 해 10월에는 카타르 도하에서 열린 수영 월드컵에 참가하여 800m 자유형 종목에서 8분 24.06초의 기록으로 이탈리아의 시모나 콰다렐라의 뒤를 이어 은메달을 획득, 국제 대회 첫 메달을 획득했다.